# Dargala (Touloum)
Dargala est une localité du Cameroun, située à proximité de la frontière avec le Tchad, dans le département du Mayo-Kani et la Région de l'Extrême-Nord. Elle fait partie de la commune de Touloum (arrondissement de Porhi) et du canton de Bizizi.  

## Population
En 1969, le village comptait 1 514 personnes, des Toupouri. À cette date il disposait d'une école publique à cycle complet
Lors du recensement de 2005, on y a dénombré 3 207 personnes.